# Apocephalus superatus
Apocephalus superatus är en tvåvingeart som beskrevs av Brown 2002. Apocephalus superatus ingår i släktet Apocephalus och familjen puckelflugor. Inga underarter finns listade i Catalogue of Life.